# Marlos Moreno
Marlos Moreno Durán (ur. 20 września 1996 w Medellín) – kolumbijski piłkarz występujący na pozycji napastnika w tureckim klubie Konyaspor. Wychowanek Atlético Nacional, w trakcie swojej kariery grał także w takich zespołach, jak Manchester City, Deportivo La Coruña, Girona, Flamengo, Santos Laguna, Portimonense, Lommel SK, KV Kortrijk i Troyes AC. Ośmiokrotny reprezentant Kolumbii.